# Cristian Portilla
Pour les articles homonymes, voir Portilla.
Cristian Portilla Rodríguez est un footballeur espagnol, né le 28 août 1988 à Santander en Espagne. Il évolue actuellement au poste de milieu de terrain avec le FK Žalgiris Vilnius en Lituanie.

## Biographie
Le 26 octobre 2012, il signe un contrat d'une saison en faveur de l'Atlético Baleares.